# Корвакијано (Терамо)
Корвакијано (итал. Corvacchiano) је насеље у Италији у округу Терамо, региону Абруцо.
Према процени из 2011. у насељу је живело 22 становника. Насеље се налази на надморској висини од 874 м.